# Ray Davies

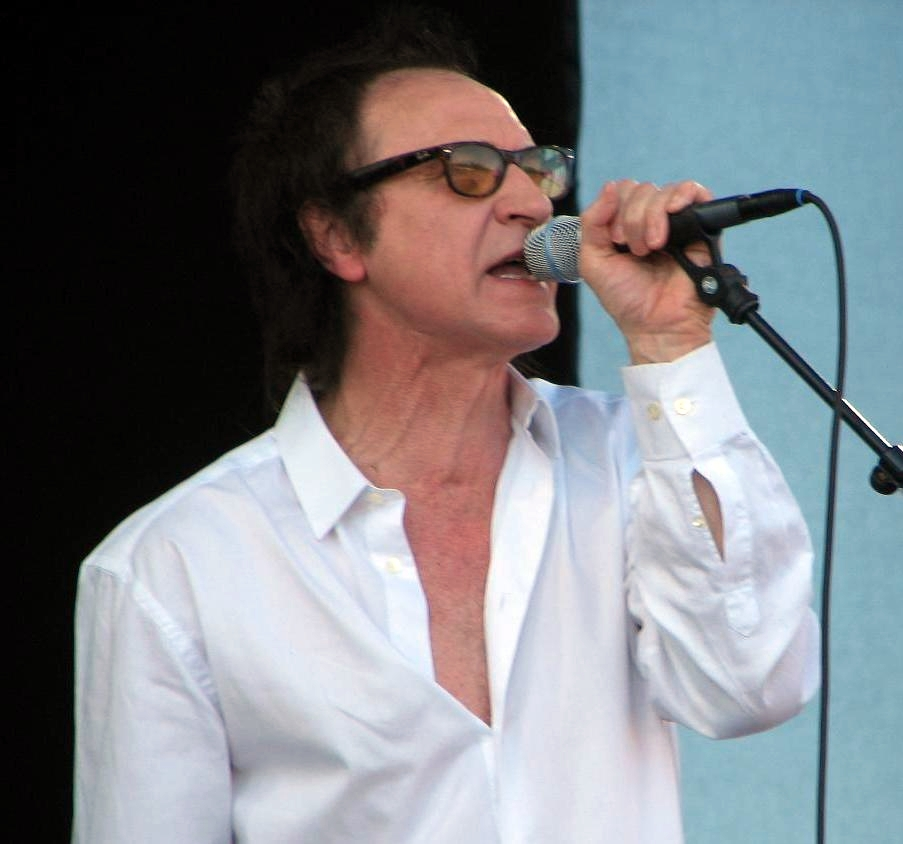
Ray Davies (2006)

Von Ray Davies signierte Eintrittskarte

Sir Ray Davies, CBE (* 21. Juni 1944 in Muswell Hill als Raymond Douglas Davies) ist ein britischer Musiker, Komponist und Schriftsteller. Er war Bandleader, Leadsänger und Gitarrist der Rockgruppe The Kinks, die er 1963 mit seinem Bruder Dave gründete. Er schrieb fast alle bekannten Songs der Gruppe, darunter zahlreiche Hits wie You Really Got Me, Sunny Afternoon und Lola.

## Leben
Davies entstammt einer Arbeiterfamilie und wuchs mit sechs älteren Schwestern und seinem jüngeren Bruder Dave in bescheidenen Verhältnissen im Norden Londons auf. Als er 13 Jahre alt war, schenkte seine Schwester Rene ihm seine erste Gitarre; sie starb am gleichen Tag an einem Herzinfarkt.
1962 begann er ein Studium am Hornsey College of Art in London, das er aber nach einem Jahr abbrach, um Musiker zu werden. Ende 1963 gründete er mit seinem Bruder die Band The Kinks. 1964 gelang ihnen mit You Really Got Me der Durchbruch.
1995 veröffentlichte er seine semifiktionale Autobiografie X-Ray, die er in Lesungen vorstellte. Aus diesen entstand seine Storyteller-Tournee (zunächst unter den Titeln X-Ray und 20th Century Man), die er gemeinsam mit dem Begleitgitarristen Pete Mathison bis 2001 in den Konzerthallen Europas, Japans, Australiens und der USA vorstellte. Er erzählte Geschichten zu den Songs, die ihn berühmt gemacht haben.
Nach dem Ende der Kinks 1996 trat Davies einige Male als Gaststar mit anderen Interpreten wie Damon Albarn, The New Pornographers, Yo La Tengo, Bon Jovi, Metallica und The Kooks auf. 1998 veröffentlichte er ein Soloalbum, das ebenfalls den Titel Storyteller trägt. Aus diesem Projekt entstand außerdem das VH1-Format Storytellers, das sich an Davies Konzept anlehnt.
Nachdem er Ende September 2005 in Großbritannien eine EP mit dem Titel The Tourist veröffentlicht und wenig später in den USA mit Thanksgiving Day ein weiteres neues Stück nachgelegt hatte, kam im Februar 2006 sein lange angekündigtes Studioalbum Other People’s Lives auf den Markt. Eingespielt wurde es zusammen mit Studiomusikern seiner neuen Band, Mark Johns (Gitarre), Toby Baron (Schlagzeug) und Dick Nolan (Bass), mit der er in England, Skandinavien sowie auf Festivals in Belgien und Spanien auftrat und die 2002 gegründet worden war. Das Album wurde ein kommerzieller Misserfolg.
In die Schlagzeilen geriet Davies im Januar 2004, als er in New Orleans auf offener Straße von einem Straßenräuber angeschossen wurde, den er verfolgte, weil dieser versucht hatte, seiner Begleitung die Handtasche zu stehlen. Im März 2004 wurde ihm von Königin Elisabeth II. die Auszeichnung Commander of the British Empire (CBE) verliehen. Im Oktober 2007 veröffentlichte Davies mit Working Man’s Cafe ein weiteres Soloalbum.
Gemeinsam mit dem Crouch End Festival Chor nahm er 2009 das Album The Kinks Choral Collection auf. Im Herbst 2008 wurde sein Musical Come Dancing, das auf seinem gleichnamigen Song aus dem Jahr 1982 aufbaut, mit Davies in der Rolle als Erzähler in London aufgeführt.
Peter Gabriel coverte auf dem 2010 erschienenen Studioalbum mit dem Namen Scratch My Back das Lied Waterloo Sunset von The Kinks in einer orchestralen Fassung, das schließlich als Bonustrack auf der zweiten CD der Special Edition erschien. Ray Davies lehnte es jedoch ab an dem später im Jahr 2013 erschienenen Kompilations-Album des Folgeprojektes And I’ll Scratch Yours teilzunehmen und wurde durch einen anderen Künstler ersetzt.
2012 sang er bei der Schlussfeier der Olympischen Sommerspiele 2012 in London den Song Waterloo Sunset. Im Oktober 2013 erschien mit Americana eine Autobiografie, in der Davies auf seine Erfahrungen in den USA zurückblickt. 2014 feierte das Musical Sunny Afternoon in London seine Premiere.
Im Zuge der New Year Honours 2017 wurde Davies von der britischen Königin als Knight Bachelor in den Adelsstand erhoben. Der Ritterschlag erfolgte im März 2017 durch Prinz Charles im Buckingham Palace.
Davies war zweimal verheiratet (bis 1973 mit Rasa Didzpetris, bis 1981 mit Yvonne Gunner). Bis 1984 war er mit der US-amerikanischen Rockmusikerin Chrissie Hynde (The Pretenders) liiert; aus dieser Beziehung stammt eine Tochter. Insgesamt hat Davies vier Töchter mit drei verschiedenen Frauen.

## Konk Records
1973 gründete Davies nach Gründung des eigenen Studios im Norden Londons das Label Konk Records, auf dem die folgenden Alben erschienen:
- 1974: Claire Hamill: Stage Door Johnnies, Konk 101
- 1975: Cafe Society: Cafe Society, Konk 102
- 1975: Andy Desmond: Living on a Shoestring, Konk 103
- 1975: Claire Hamill: Abracadabra, Konk 104

Später wurde Konk als Label der Wiederveröffentlichungen der Kinks verwendet.

## Rezeption
- Die französische Band Tahiti 80 widmete ihm im Jahr 2000 auf dem Album Puzzle den Song Mr. Davies.

- The Kinks und insbesondere Ray Davies waren große Vorbilder für Wolfgang Niedecken und dessen Kölner Band BAP. Als Anerkennung für Davies kam der Kinks-Song Waterloo Sunset im BAP-Film von Wim Wenders vor. Auf dem Jubiläumsalbum Dreimal zehn Jahre wurde der Kinks-Klassiker Celluloid Heroes unter dem Titel Hollywood Boulevard von BAP und Davies neu eingespielt.

- Der Rolling Stone listete Davies 2015 auf Rang 27 der 100 größten Songwriter aller Zeiten.[11]

## Soloprojekte
- Ray Davies: X-Ray. Viking/Penguin, London 1994 (420 S.) ISBN 0-670-82926-9 (semifiktionale Memoiren)
- Ray Davies: Waterloo Sunset. Viking/Penguin, London 1997 (249 S.) ISBN 0-670-86640-7; die US-Ausgabe des Buches erschien 2000 im Hyperion Verlag, ISBN 0-7868-6535-0 (Kurzgeschichten)
- Return to Waterloo (Film und Soundtrack 1985, auf CD 2005)
- Weird Nightmare (Doku-Film über Charles Mingus, 1991)
- The Storyteller (CD 1998)
- Other People’s Lives (CD 2006)
- Working Man’s Café (CD 2007)
- The Kinks Choral Collection (CD 2009)
- See My Friends (CD 2010, UK: Silber)[12]
- Americana (CD 2017)
- Our Country: Americana Act II (CD 2018)